# Politisches System Tuvalus

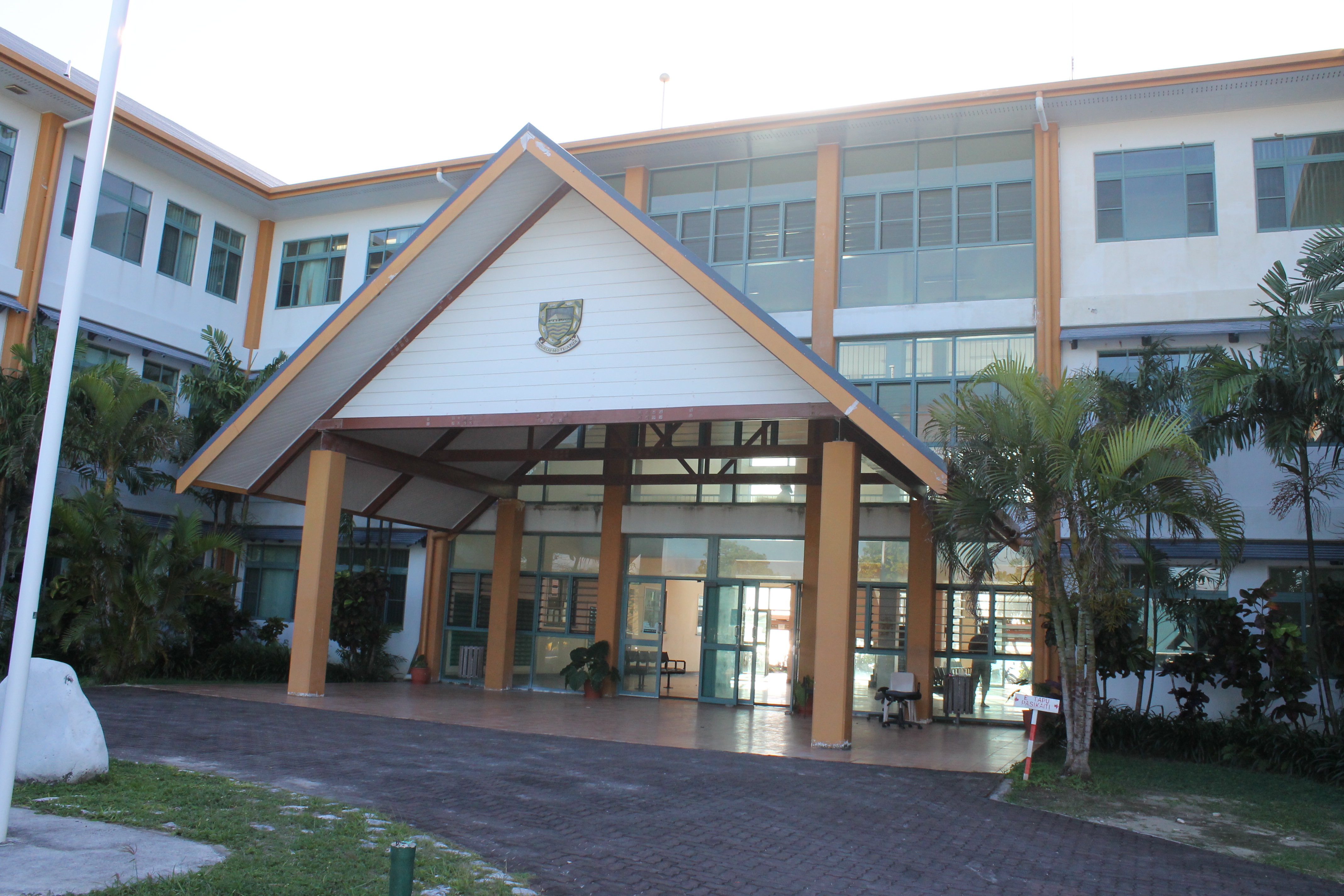
Fale i Fono in Vaiaku, Sitz des Parlaments

Das Politische System Tuvalus ist gemäß der Tuvaluischen Verfassung von 1978 beziehungsweise 1986 eine konstitutionelle Monarchie  mit parlamentarischem Regierungssystem. Tuvalu ist ein souveräner demokratischer Staat. Als fester Bestandteil des Commonwealth Realm ist der Monarch des Vereinigten Königreichs das Staatsoberhaupt von Tuvalu.

## Exekutive
Die Exekutive Tuvalus wird durch den Generalgouverneur, dem Premierminister und den Ministern gebildet. Mit Stand Juli 2015 umfasst die Regierung damit sieben Personen. Der Generalgouverneur wird vom Staatsoberhaupt des Vereinigten Königreichs ernannt. Der Premierminister wird vom Parlament gewählt. Die Minister werden vom Generalgouverneur auf Vorschlag des Premierministers ernannt. Alle Regierungsmitglieder, mit Ausnahme des Generalgouverneurs, amtieren vier Jahre.

## Legislative
Die Legislative (Gesetzgebung) hat ein Einkammersystem und wird durch das Parlament, Fale i Fono, gebildet. Sie hat ihren Sitz in Vaiaku.
Der Legislative gehören mindestens 12 Abgeordnete an. Der Attorney General ist ebenfalls Mitglied im Parlament, hat jedoch keine Stimme. Das Parlament wird in allgemeiner Wahl alle vier Jahre vom Volk gewählt. Jeder Wahlkreis erhält einen Abgeordneten pro 1000 Einwohner. Die Wahl der Legislative findet mit Einfacher Mehrheit statt. Es können sich nur Tuvaluer, die mindestens 21 Jahre alt sind und von mindestens drei Wahlberechtigten vorgeschlagen wurden, zur Wahl stellen.
Politische Parteien sind in Tuvalu unbekannt.

## Judikative
Die Judikative (Rechtsprechung) setzt sich aus drei gerichtlichen Instanzen zusammen. Oberstes Instanz ist der High Court, gefolgt vom Magistratsgericht und den Inselgerichten. Die Landgerichten auf Ebene der Inselgerichte sind nur für Landfragen zuständig. Ein Berufungsgericht, das Lands Court Appeal Panel, steht ebenfalls für Landfragen zur Verfügung. In Ausnahmen können Urteile des High Court im Court of Appeal (Berufungsgericht) angehört werden. Danach werden Berufungen vom Königlichen Rat in London angehört.